# Sisters Working in Film and Television
Sisters Working in Film and Television, kurz SWIFT, ist eine 2016 gegründete südafrikanische Non-Profit-Organisation, die sich für die Gleichberechtigung in der traditionell stark männlich dominierten Filmindustrie einsetzt und Frauen die Möglichkeit der gegenseitigen Förderung und des Netzwerkens bietet. Die Organisation wir von der KwaZulu-Natal Film Commission gefördert.
Sisters working in Film and Television wurde 2016 während des Durban International Film Festival gegründet, die Regisseurin und Produzentin Sara Blecher gilt as Gründerin. Die Organisation bringt die zahlreichen Schwierigkeiten an die Öffentlichkeit, die Frauen in der Film- und Fernsehwirtschaft bewältigen müssen. Die Organisation veröffentlichte 2017 eine Untersuchung, nach der fast zwei Drittel der befragten Frauen an ihrem Arbeitsplatz gegen ihren Willen berührt oder weitergehend belästigt wurden. In der Folge startete SWIFT unter anderem die sogenannte #ThatsNotOkay Kampagne, die in Videos auf sexuelle Übergriffe und sexualisierte Gewalt in der Filmindustrie aufmerksam macht. Darüber hinaus entwickelte die Organisation ihren eigenen Code of Conduct, der auch von anderen Organisationen der Filmindustrie beachtet wird. So hat die Independent Producers Organisation (IPO) den Code für sich als verbindlich für alle Mitglieder übernommen. Ein Ziel von SWIFT ist es, ähnliche Grundsätze auch gesetzlich zu verankern. 2018 entsandte SWIFT erstmals eine Delegation von Filmemacherinnen aus Südafrika zur Berlinale.